# FINOM
 (septembre 2024).
Finom est une entreprise de technologie financière de droit néerlandais qui fournit des services bancaires. Cette société est créée par les anciens fondateurs de la banque en ligne russe Modulbank.

## Activité
Fondée en 2019 aux Pays-Bas, Finom fonctionne comme une néobanque en France grâce à l'établissement de crédit Treezor, filiale de la Société générale. Les clients sont des indépendants et des PME, pour qui Finom regroupe les fonctions de comptabilité, de gestion financière, de facturation et bancaires sur une seule plateforme mobile.

## Histoire
Finom est fondée par les fondateurs de Modulbank, une banque en ligne B2B en Russie. Il a commencé par fournir des services de facturation électronique en Italie, puis a étendu ses services ainsi que de nouvelles fonctionnalités à d'autres pays de l'UE, tels que l'Allemagne et la France en 2020.
En avril 2020, la Finom a clôturé une levée de 6,5 millions d'euros (7 millions de dollars). Plus tard, en septembre 2020, la Finom a levé 12 millions de dollars supplémentaires (10,3 millions d'euros).
La société a principalement utilisé les capitaux frais pour développer son produit bancaire en France.
En Italie, la société opère actuellement en tant que fournisseur de services de facturation électronique.

## Critiques
Les paiements SWIFT pour les factures ne sont pas pris en charge, les frais augmentent à mesure que l'entreprise évolue, et les factures récurrentes ne sont pas prises en charge. À l'heure actuelle, bien qu'il s'agisse d'une société de services financiers néerlandaise, Finom ne prend pas encore en charge iDEAL pour les paiements.